# Morse (Louisiana)
Morse ist ein Village im Acadia Parish im US-amerikanischen Bundesstaat Louisiana. Das U.S. Census Bureau hat bei der Volkszählung 2020 eine Einwohnerzahl von 599 ermittelt.

## Geografie
Morse liegt im mittleren Süden Louisianas, unweit des Mermentau River. Die geografischen Koordinaten von Morse sind 30°07′18″ nördlicher Breite und 92°29′55″ westlicher Länge. Das Stadtgebiet erstreckt sich über eine Fläche von 3,6 km².
Benachbarte Orte von Morse sind Midland (6,7 km nördlich), Estherwood (9,9 km nordöstlich), Gueydan (12 km südlich), Lake Arthur (24,9 km westlich) und Mermentau (14,9 km nordwestlich).
Die nächstgelegenen größeren Städte sind Lafayette (57,5 km östlich), Baton Rouge (152 km in der gleichen Richtung) und Beaumont in Texas (176 km westlich).

## Verkehr
Im Stadtzentrum kreuzen die Louisiana Highways 91 und 92. Alle weiteren Straßen sind untergeordnete Landstraßen, teils unbefestigte Fahrwege sowie innerörtliche Verbindungsstraßen.
Mit dem Le Gros Memorial Airport liegt 7,3 km nordnordöstlich ein kleiner Flugplatz. Die nächsten Großflughäfen sind der Louis Armstrong New Orleans International Airport (259 km östlich) und der George Bush Intercontinental Airport in Houston (326 km westlich).

## Bevölkerung
Nach der Volkszählung im Jahr 2010 lebten in Morse 812 Menschen in 303 Haushalten. Die Bevölkerungsdichte betrug 225,6 Einwohner pro Quadratkilometer. In den 303 Haushalten lebten statistisch je 2,68 Personen.
Ethnisch betrachtet setzte sich die Bevölkerung zusammen aus 99,5 Prozent Weißen und 0,5 Prozent Afroamerikanern. Unabhängig von der ethnischen Zugehörigkeit waren 0,4 Prozent der Bevölkerung spanischer oder lateinamerikanischer Abstammung.
26,8 Prozent der Bevölkerung waren unter 18 Jahre alt, 61,9 Prozent waren zwischen 18 und 64 und 11,3 Prozent waren 65 Jahre oder älter. 53,3 Prozent der Bevölkerung war weiblich.

Das mittlere jährliche Einkommen eines Haushalts lag bei 34.615 USD. Das Pro-Kopf-Einkommen betrug 14.420 USD. 9,6 Prozent der Einwohner lebten unterhalb der Armutsgrenze.